# Conseil national de la Résistance
Der Conseil national de la Résistance (CNR; deutsch Nationaler Widerstandsrat) war das Organ, das die unterschiedlichen Bewegungen und Gruppen der Résistance, der Presse, der Gewerkschaften und der Mitglieder politischer Parteien, die dem Vichy-Regime und der deutschen Okkupation ablehnend gegenüberstanden, ab 1943 koordinierte und leitete.

## Der CNR unter der Leitung von Jean Moulin
Der erste Präsident des CNR war der von General Charles de Gaulle delegierte Jean Moulin. Nach der Niederlage Frankreichs hatte de Gaulle seinen flammenden Appell am 18. Juni 1940 gegen den Waffenstillstand Marschall Pétains und für die Fortsetzung des Krieges an seine Landsleute gerichtet. Daraufhin entstanden spontan verschiedene Gruppen und Bewegungen der Résistance im Untergrund.
Tatsächlich waren die Gruppen der Résistance, außer den Francs-tireurs et partisans (FTP) und anderen, den Kommunisten nahestehenden Gruppen, häufig unorganisiert und nach Ansicht der Leiter des freien Frankreich nicht ausreichend koordiniert. Insbesondere der Maquis unterhielt keine Beziehungen untereinander und die Abschottung der Résistancegruppen verhinderte gemeinsam organisierte, erfolgreiche Aktionen.
Jean Moulin, ein Vertrauter de Gaulles, wurde am 1. Januar 1942 der Repräsentant des Generals bei der Einigung der Résistancegruppen im Mutterland. Nachdem es Moulin in mehreren Schritten gelungen war, diese Gruppen zu einen, kehrte er von Mitte Februar bis Mitte März 1943 nach England zurück, um mit de Gaulle und den anderen Repräsentanten Exilfrankreichs über die weiteren Schritte zu beraten. Gemeinsam mit Jacques Bingen entwickelte Moulin die Idee, eine Art Untergrundparlament zu schaffen, in dem ein gemeinsames politisches Programm und eine gemeinsame Strategie der Aktionen zwischen den verschiedenen Gruppen abgestimmt werden konnte. Jede widerständische politische Partei und Gruppierung sollte in diesem Organ Sitz und Stimme haben. In einer gigantischen Anstrengung erreichte Moulin, dass sich der CNR am 27. Mai 1943 erstmals in der Wohnung von René Corbin in der ersten Etage rue du Four 48 im 6. Arrondissement von Paris traf.

## Mitglieder des CNR am 27. Mai 1943
Am 27. Mai 1943 eröffnete Moulin mit seinen beiden Mitarbeitern Pierre Meunier (1908–1996) und Robert Chambeiron (1915–2014) die erste Sitzung des CNR. Folgende Repräsentanten der acht großen Résistancebewegungen nahmen daran teil:
- Pierre Villon für den Front National
- Roger Coquoin für die Gruppe Ceux de la Libération
- Jacques Lecompte-Boinet für die Gruppe Ceux de la Résistance
- Charles Laurent für die Libération Nord
- Pascal Copeau für die Libération Sud
- Jacques-Henri Simon für die Organisation civile et militaire
- Claude Bourdet für Combat
- Eugène Claudius-Petit für die Francs-Tireurs

Dazu kamen Repräsentanten der beiden großen Vorkriegsgewerkschaften:
- Louis Saillant für die CGT
- Gaston Tessier für die CFTC

Außerdem gehörten dem CNR auch Repräsentanten der sechs wichtigsten politischen Parteien der Dritten Republik an:
- André Mercier für die PCF
- André Le Troquer für die SFIO
- Marc Rucart für die Parti républicain, radical et radical-socialiste
- Georges Bidault für die Christdemokraten
- Joseph Laniel für die laizistische und moderat rechte Alliance démocratique
- Jacques Debû-Bridel für die katholisch-konservative Fédération républicaine

Drei wichtige Résistance-Führer fehlten: Emmanuel d’Astier von Libération Sud und Jean-Pierre Lévy von Franc-Tireur konnten nicht teilnehmen, weil sie zu dieser Zeit in London waren. Henri Frenay von Combat hatte sich geweigert, teilzunehmen.
Robert Chambeiron erläuterte die politische Bedeutung der Sitzung:
„Nach dem 27. Mai konnten die Amerikaner nicht mehr an der Legitimation de Gaulles zweifeln. Frankreich wurde ein Vollmitglied der Alliierten und unter diesem Titel präsentierte es sich als Siegermacht bei der Kapitulation des Deutschen Reiches am 8. Mai 1945. Auf der anderen Seite mussten die Alliierten ihre Pläne für eine eigene (Interims-)Verwaltung Frankreichs nach der Befreiung aufgeben. Und weil es den CNR und de Gaulle gab, nahm Frankreich einen der fünf ständigen Sitze im Weltsicherheitsrat nach der Gründung der Vereinten Nationen ein.“

## Der CNR nach Jean Moulin
Kurz nach der Konstituierung des CNR wurde sein Präsident, Jean Moulin, in Caluire-et-Cuire von der Gestapo verhaftet. Drei Tage wurde er von Klaus Barbie selbst gefoltert und starb bei seinem Transport nach Deutschland, ohne seinen Peinigern etwas verraten zu haben. Sein Schweigen verhinderte, dass die Nazis den CNR zerschlagen konnten. Dennoch bewirkte diese Erfahrung, dass aus Sicherheitsgründen auf weitere Plenarsitzungen verzichtet und ein Exekutivbüro aus fünf Mitgliedern unter der Leitung des neuen Generalrepräsentanten Alexandre Parodi und Georges Bidault als neuem Präsidenten gegründet wurde, bei dem jeder seine eigene und zwei weitere politische Strömungen repräsentierte. Am 15. September 1944 folgte Louis Saillant an der Spitze des CNR Bidault nach.
Daneben bildete der CNR eine Vielzahl von Kommissionen und Komitees, die unterschiedliche Aufgaben wahrzunehmen hatten:
- das Comité d’Action contre la Déportation (dt. Aktionskomitee gegen die Deportation) kämpfte gegen die Zwangsarbeit des Service du travail obligatoire,
- das Comité des Actions Immédiates koordinierte Sabotageakte,
- das von R.P. Pierre Chaillet geleitete Comité des Œuvres Sociales de la Résistance (COSOR, dt. Komitee der sozialen Werke der Résistance) half den Familien eingesperrter Résistancemitglieder,
- das Komitee Noyautage des Administrations Publiques (NAP) beschaffte gefälschte Dokumente,
- die Commission de la Production Industriel versuchte die wirtschaftliche Kollaboration und die Mangelwirtschaft zu bekämpfen,
- die Commission de Ravitaillement war mit der Beschaffung von Nachschub beauftragt.

## Das politische Programm des CNR
Der CNR beauftragte das Comité général d’étude mit der Vorbereitung einer politischen Plattform für Frankreich nach der Befreiung. Nach kurzen Verhandlungen wurde das Programm des Conseil National de la Résistance für eine tiefgreifende soziale Erneuerung angenommen. Der Einfluss kommunistischer Gruppen, wie dem Front National, auf das Dokument – insbesondere auf den Abschnitt II – kam z. B. durch folgende Absichten zum Ausdruck: „Nach der Befreiung des Territoriums sind Maßnahmen anzuwenden“, die unter einer ökonomischen Planification mit einer starken Dezentralisation eine wahre soziale Demokratie errichten.
Unter den ins Auge gefassten und nach der Befreiung angewandten Maßnahmen war die Nationalisierung der Energieversorgung (Électricité de France), der Versicherungen (Assurances Générales de France) und Banken (Crédit Lyonnais, Société Générale), die Gründung der Sozialversicherung Sécurité Sociale, die Sozialisierung Renaults... Diese Maßnahmen waren grundlegende soziale Errungenschaften Frankreichs in der zweiten Hälfte des Zwanzigsten Jahrhunderts bis in die Gegenwart.
In den ersten Monaten nach der Befreiung weigerten sich elf Départementräte der Befreiung (provisorische Institutionen, die die Vichy-Verwaltung auf Départementebene ersetzten), von der neuen präfektoralen Verwaltung ersetzt zu werden, die die provisorische Regierung Frankreichs eingesetzt hatte. Die aus Résistants gebildeten Institutionen forderten die Anwendung des Programms des CNR, das nach den ersten Wahlen beendet wurde, weil die Franzosen insgesamt die Rückkehr zu den gewohnten Strukturen (Zentralismus, conseils généraux) forderten. Nach 1946 bis 1947 spielte effektiv kein Départementrat mehr eine Rolle.

## Erinnerungskultur
Der Jahrestag der Gründungsversammlung, der 27. Mai, wurde in Frankreich durch Gesetz vom Sommer 2013 als „Journée nationale de la Résistance“, als landesweiter staatlicher Gedenktag, festgelegt. Im Jahr 2015 wurden an diesem Tag die sterblichen Überreste von vier Résistance-Mitgliedern in das Panthéon überführt.